# Калоян Игнатовски
Калоян Първанов Игнатовски е български поет и преводач.

## Биография
Калоян Игнатовски е роден на 12 юни 1976 г. в София. 
Преводач на художествена литература от английски и испански език.  
Работи като редактор в Университетско издателство „Св. Климент Охридски“. Бил е главен редактор в ИК „Прозорец“, редактор в изд. „Лабиринт“. 
Съосновател и редактор в Издателство за поезия ДА. 
Сред авторите, които е превеждал, са Лорънс Дърел, Йосиф Бродски, Сюзан Зонтаг, Луиз Глик, Синтия Озик, Оскар Уайлд, Чарлз Буковски, Ханиф Курейши, Каръл Ан Дъфи и др.
Негови стихотворения са публикувани в списанията „Сезон“, „алтера“, „Страница“ и във вестниците „Литературен вестник“ и „Капитал“ и са превеждани на испански, английски, китайски, португалски, хърватски език. 

## Награди
Първата му книга със стихове „Полет ВА891 без закъснение“ е отличена на конкурса „Южна пролет“ през 2009 г.
Носител е на Славейкова награда (2010).
Втората му книга „Брик Лейн: неделя“ е номинирана за Националната награда за поезия „Иван Николов“ през 2012 г.
За превода на „Буда от предградията“ от Ханиф Курейши е номиниран за Наградата за превод „Кръстан Дянков“ за 2015 г.
За превода на „Шъги Бейн“ от Дъглас Стюарт през 2022 г. Съюзът на преводачите в България му присъжда Награда за ярки постижения в областта на превода на художествена литература.

### Поезия
- „Полет ВА891 без закъснение“, Стигмати, 2008
- „Брик Лейн: неделя“, Жанет 45, 2012[5][6]
- „Приятелю Тунхай“, Издателство за поезия ДА, 2019
- „Водата на деня“, Издателство за поезия ДА, 2024

### Преводи
- Синтия Озик, „Метафора и памет“
- Йосиф Бродски, „Шумът на прилива“, „В сянката на Данте“, есета
- Лорънс Дърел, „Горчивите лимони на Кипър“
- Оскар Уайлд, „Колко е важно да бъдеш сериозен“
- Ханиф Курейши, „Интимност“
- Ханиф Курейши, „Дарбата на Гейбриъл“
- Ханиф Курейши, „Буда от предградията“
- Чарлс Буковски, „Записки на стария мръсник“
- Чарлс Буковски, „Нощни улици на лудостта“
- Сидхарта Шангви, „Песента на здрача“ [7]
- Дейвид Гилмор, „Идеална нощ да идеш в Китай“
- Сюзан Зонтаг, „Бележки върху понятието кемп“, есе
- Чеслав Милош, нобелова лекция
- Майкъл Фишбейн, „Иудаизъм. Откровение и традиции“
- Николай Грозни, „Крака на костенурка“ [8]
- Дъглас Стюарт, „Шъги Бейн“
- Деймън Галгът, „Обещанието“[9]
- Елиса Ферер, „Сезонът на осите“
- Луиз Глик, „Триумфът на Ахил“[10]
- Луиз Глик, „Медоулендс“
- Каръл Ан Дъфи, „Кой те обича“
- Саманта Швеблин, „Седем празни къщи“
- Кристин Льоненс, „По дирите на Амбър“
- Селва Алмада, „Не е река“
- Тан Туан Ен, „Градината на вечерните мъгли“